# Pentabromtoluol
Pentabromtoluol (auch 1,2,3,4,5-Pentabrom-6-methylbenzol) ist eine organische chemische Verbindung, die als Flammschutzmittel Verwendung findet.

## Herstellung
Pentabromtoluol ist ein Derivat von Toluol und kann aus diesem synthetisiert werden.

## Eigenschaften
Aufgrund der Substitution mit fünf Bromatomen am aromatischen Ring weist Pentabromtoluol eine deutlich geringere Flüchtigkeit auf als Toluol.

## Verwendung
Im Elektroschrott wurde in einer 2011 durchgeführten Studie eine durchschnittliche Konzentrationen von 4 ppm gefunden, was das Vorkommen von PBT in elektronischen Geräten bestätigte.